# Стеблин-Каменский, Георгий Георгиевич
Георгий Георгиевич Стеблин-Каменский (1886 — не ранее 1917) — полковник лейб-гвардии Конной артиллерии, герой Первой мировой войны.

## Биография
Из потомственных дворян. Уроженец Санкт-Петербургской губернии. Сын сенатора Егора (Георгия) Егоровича Стеблин-Каменского и жены его Ольги Александровны Жандр (1860—1902).
Среднее образование получил в Санкт-Петербургской 3-й гимназии, курс которой окончил в 1904 году.
В 1909 году окончил Константиновское артиллерийское училище с занесением имени на мраморную доску и производством в подпоручики с прикомандированием к Гвардейской конно-артиллерийской бригаде. Переведен в названную бригаду 6 августа 1910 года, произведен в поручики 6 декабря 1912 года.
В Первую мировую войну вступил в рядах лейб-гвардии Конной артиллерии. Удостоен ордена Св. Георгия 4-й степени
За то, что в бою 20 и 21 сентября 1914 года под Климонтовым, со взводом артиллерии отвлек на себя огонь втрое сильнейшей артиллерии противника, заставил ее замолчать и искусным действием своего огня способствовал отражению его атак.
29 апреля 1916 года произведен в штабс-капитаны. 20 марта 1917 года произведен в капитаны с назначением командующим 8-й батареей лейб-гвардии Конной артиллерии. 2 апреля того же года произведен в полковники на вакансию, с утверждением в должности. 18 июля 1917 года назначен командиром 2-й батареи 1-го конно-артиллерийского мортирного дивизиона.
Дальнейшая судьба неизвестна.

## Награды
- Орден Святого Станислава 3-й ст. с мечами и бантом (ВП 19.11.1914)
- Орден Святой Анны 3-й ст. с мечами и бантом (ВП 19.11.1914)
- Орден Святого Станислава 2-й ст. с мечами (ВП 4.03.1915)
- Орден Святого Георгия 4-й ст. (ВП 2.06.1915)
- Орден Святой Анны 4-й ст. с надписью «за храбрость» (ВП 17.11.1915)
- Орден Святой Анны 2-й ст. с мечами (ВП 8.02.1917)